# Elementy morfotyczne krwi

Schemat przedstawiający dojrzewanie i różnicowanie poszczególnych elementów morfotycznych krwi

Elementy morfotyczne krwi – upostaciowane składniki krwi, będące albo żywymi komórkami (leukocyty), wyspecjalizowanymi komórkami o ograniczonym metabolizmie (erytrocyty), bądź fragmentami komórek (trombocyty). Elementy morfotyczne krwi są wytwarzane w układzie krwiotwórczym, który obejmuje głównie szpik kostny czerwony, a także węzły chłonne, śledzionę, migdałki, grasicę. Muszą być stale wytwarzane; u człowieka długość ich życia wynosi od kilku godzin do kilku lat. 
Wyróżnia się:
- leukocyty
- erytrocyty
- trombocyty

## Erytrocyty
Krwinki czerwone, nazywane inaczej erytrocytami lub ciałkami czerwonymi, są to krwinki wytwarzane w szpiku kostnym czerwonym. Widziane z boku mają kształt biszkopta, co zwiększa ich powierzchnię. Są grubości około 2 mikrometrów i średnicy 7,5 mikrometra. Przed wydostaniem się do krwi tracą jądro komórkowe. Żyją około 120 dni. Przez cały ten okres (120 dni) pełnią rolę „przenośnika” gazów we krwi, co możliwe jest dzięki zawartemu w nich barwnikowi – hemoglobinie. Erytrocyty transportują głównie tlen, który zabierają z płuc i przenoszą do narządów ciała, ale także dwutlenek węgla, który transportowany jest z komórek do płuc głównie w osoczu krwi. Po tym okresie niszczone są w układzie fagocytarnym, głównie w śledzionie. Następuje przy tym odłączenie części hemoglobiny zwanej hemem oraz rozerwanie pierścienia hemowego, który zmienia się w biliwerdynę. U człowieka większość biliwerdyny przekształca się w bilirubinę, która w wątrobie zostaje sprzężona z kwasem glukuronowym, a następnie wydalona razem z żółcią poza ustrój.
U mężczyzn liczba krwinek czerwonych w 1 mm3 krwi wynosi około 5,4 mln, a u kobiet około 4,8 mln. Każdego dnia ulega rozpadowi około 7,5 g hemoglobiny, tyle samo też jej powstaje.

## Trombocyty
Płytki krwi nazywane są inaczej krwinkami płytkowymi lub trombocytami. Są to małe fragmenty cytoplazmy oderwane od wielkich komórek szpiku nazywanych megakariocytami. Ich średnica wynosi od 2 do 4 mikrometrów. Biorą one udział w procesie krzepnięcia krwi – zawierają one duże ilości serotoniny, która obkurcza naczynia krwionośne. Krwinki te gromadzą się w miejscach uszkodzeń naczyń, gdzie „przyczepiają się” do uszkodzonej ściany naczyniowej, a następnie uwalniają serotoninę. Substancja ta powoduje lokalny skurcz ściany naczyniowej, co zmniejsza krwawienie. Zapoczątkowuje ona tworzenie włókienek białkowych, czopując ranę. W utworzoną wcześniej sieć wpadają krwinki, tworząc skrzep, który po wyschnięciu zmienia się w strup i umożliwia rozpoczęcie procesu odbudowy uszkodzonych tkanek.
1 mm3 krwi powinien zawierać około 300 000 płytek.

## Leukocyty
Krwinki białe nazywane są inaczej leukocytami. 1 mm³ krwi powinien zawierać od 4000 do 11 000 leukocytów. Liczba ta stanowi tylko małą część ogólnych zasobów tych krwinek w ustroju. Duże zapasy ich są stale gromadzone w szpiku kostnym, śledzionie i węzłach chłonnych, skąd wyrzucane są do krwi pod wpływem odpowiedniego impulsu. Będąc w krwi mogą zwiększyć swą liczbę nawet dziesięciokrotnie. Pod wpływem odpowiednich bodźców może także zwiększyć się wytwarzanie krwinek białych. Krwinki białe dzielą się pod względem wyglądu i budowy na dwa rodzaje: granulocyty i agranulocyty (limfocyty i monocyty). Największą grupę stanowią granulocyty. Ich nazwa pochodzi od zawartości licznych ziarnistości w cytoplazmie. Można je podzielić na: 
- obojętnochłonne (neutrofile)
- kwasochłonne (eozynofile)
- zasadochłonne (bazofile).

Obojętnochłonne stanowią 50–70% wszystkich krwinek białych, kwasochłonne stanowią 1–4%, a zasadochłonnych jest 0,4%. Jądro małych granulocytów jest w kształcie podkowy lub pałeczki. Potem, w miarę dojrzewania jądra, staje się wielopłatowe (segmentowane). Granulocyty wytwarzane są w szpiku kostnym. Komórki obojętnochłonne po wejściu do krwi przebywają w niej około 7 godzin, a żyją około 30 godzin. Wiele z nich opuszcza ustrój przewodem pokarmowym.
Granulocyty obojętnochłonne mogą przedostać się do tkanek poprzez ścianę naczyń włosowatych. Ten samoistny proces nazywany jest diapedezą. Następuje on pod wpływem pewnych związków chemicznych powstających w zakażonych tkankach. Te granulocyty otaczają ciała obce, usiłując je zniszczyć. W ognisku zakażenia pojawia się płyn zwany ropą. Złożony on jest z milionów fagocytów. W przebiegu zakażenia ustroju bakteriami liczba granulocytów zwiększa się, ponieważ mobilizują się one do krwi poprzez czynnik zakaźny. Duża ilość granulocytów we krwi zazwyczaj świadczy o infekcji bakteryjnej.

### Limfocyty
Limfocyty są to komórki krwi wytwarzane głównie w węzłach chłonnych (limfatycznych) i grasicy. Stosunkowo mniejsza część wytwarzana jest w szpiku kostnym. Limfocyty zdolne są do wytwarzania przeciwciał, dlatego należą do komórek immunokompetentnych. Jeżeli do ustroju przedostanie się obce białko, co jest równoznaczne z wtargnięciem niebezpiecznych dla życia drobnoustrojów chorobotwórczych, następuje szereg reakcji obronnych (reakcji immunologicznych), które polegają na wytworzeniu substancji reagujących z obcym ciałem, aby jak najszybciej zostało ono unieszkodliwione i wydalone z ustroju. Rozróżnia się limfocyty małe i duże. Małe wyglądają prawie jak jądra komórkowe otoczone znikomą ilością cytoplazmy, a ich średnica wynosi od 6 do 10 mikrometrów. Limfocyty duże mają średnicę od 12 do 16 mikrometrów, jajowate jądro i nieco większą ilość cytoplazmy.

### Monocyty
Monocyty są czynnymi fagocytami, podobnie jak granulocyty obojętnochłonne.